# Jaskinia za Płytą
Jaskinia za Płytą (Dziura z Kośćmi Kozicy, Za Ratuszem Szeroka) – jaskinia w Dolinie Miętusiej w Tatrach Zachodnich. Wejście do niej znajduje się w Litworowym Grzbiecie na wysokości około 1625 metrów n.p.m. Długość jaskini wynosi 62 metry, a jej deniwelacja 27 metrów.

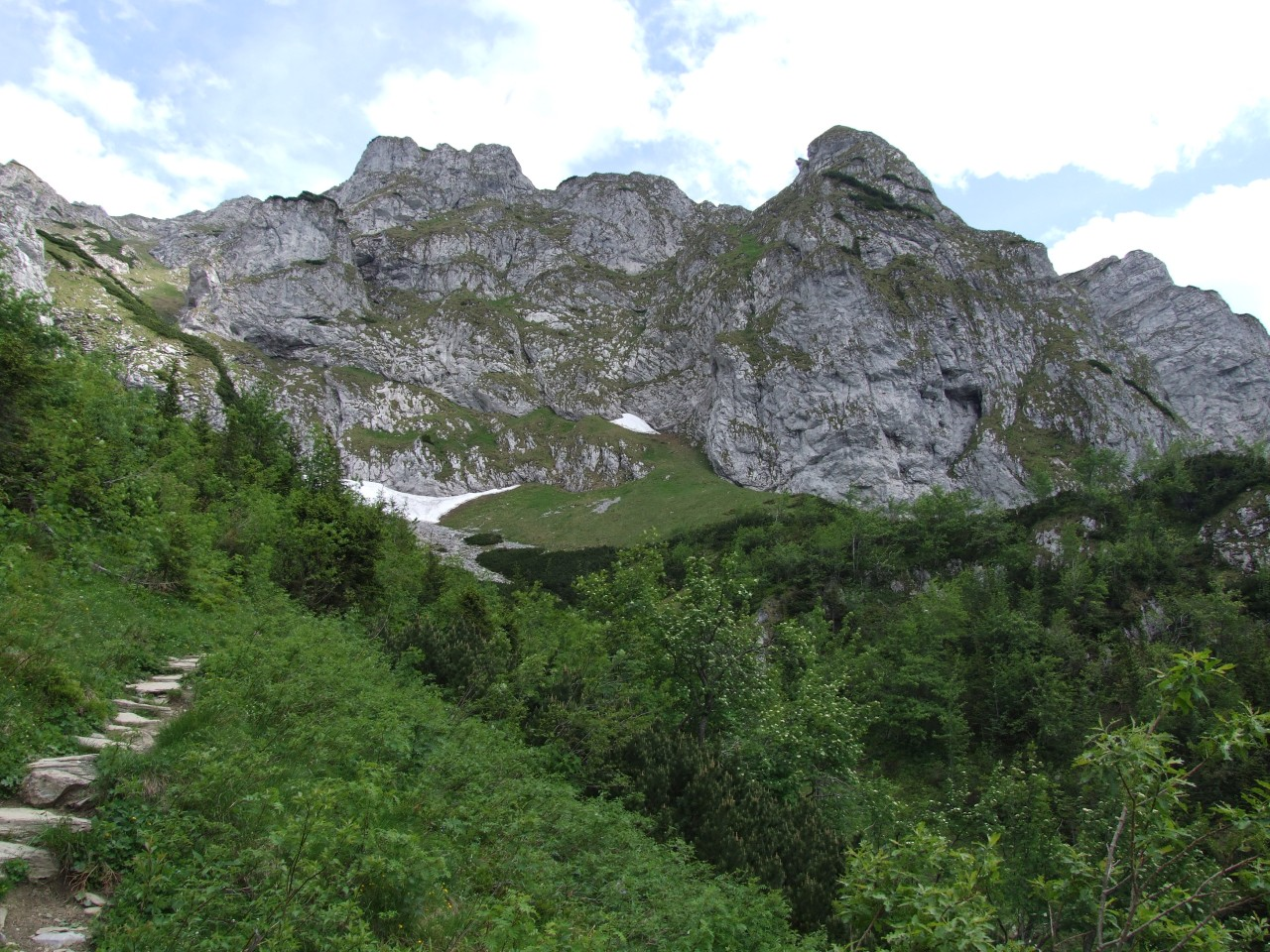
Litworowy Grzbiet nad Kobylarzowym Żlebem

## Opis jaskini
Z otworu wejściowego idzie w dół korytarz, który kończy się 9-metrowym progiem. Na jego końcu znajduje się prostopadła, wysoka (do 11 metrów), zawaliskowa szczelina. W lewo (w górę) odchodzą od niej, na różnych poziomach, krótkie odgałęzienia. W prawo szczelina rozszerza się, schodzi w dół i kończy się ślepo. Znajduje się tu najniższy punkt jaskini.

## Przyroda
W jaskini znajduje się niewielka ilość nacieków grzybkowych.
Ściany są bardzo mokre. Mchy i glony występują do progu. 

## Historia odkryć
Jaskinia znana była zapewne od dawna. Prawdopodobnie jest to jaskinia, która dawniej, w zestawieniach jaskiń Tatr Polskich, nosiła nazwę Dziura z Kośćmi Kozicy.